# Даррен Седлер
Даррен Седлер (англ. Darren Sadler, нар. 22 березня 1980, Боруґбрідж, Англія) — англійський стронгмен. Переможець Всесвітнього Виклику зі Стронґмену у ваговій категорії до 105 кілограм а також відомий учасник Найсильнішої Людини Світу.

## Життєпис
Народився 22 березня 1980 року. Відвідував середню школу міста Боруґбрідж. Зайняття в тренажерній залі почав у віці сімнадцяти років, але справжнє зацікавлення з'явилося в 20 після того як на нього вплинув Дейв Уорнер, колишній учасник Найсильнішої Людини Світу. Саме після цього він замислився про серйозні виступи. Даррен не високого зросту, і з цього приводу у 2009 році він зробив наступну заяву:
|  | «Спочатку я важив дуже мало, фактично був найменшим. Але я довго і наполегливо працював над собою і нині входжу в топ-10 за версією багатьох авторитетних видань» |

Із самого початку своєї кар'єри він досягнув суттєвих успіхів. У 2005 він не тільки виграв чемпіонат Англії у ваговій категорії до 105 кілограм а й вийшов у світову першість, посівши друге місце. Наступного року він виграв змагання для стронгменів, які влаштовувало МСЛ. Незважаючи на свій невеликий зріст (173 сантиметри) який у світі стронґмену трактується як малий, Даррена було зараховано до основного дивізіону. У 2006 році його було запрошено до участі у Найсильнішій Людині Світу. У своєму дебютному виступі багато фахівців відзначили його виступ як «надзвичайний результат як для такого невеликого зросту». Наступного року він посів третє місце у змаганні за титул Найсильнішої Людини Великої Британії (після Террі Голландса та Марка Фелікса). 
З усіх стронгменів Даррен візначив що йому найбільше імпонує Йон Палл Сіґмарссон а з нинішніх чемпіонів — поляк Маріуш Пудзяновський.

## Особисте життя
У 2008 році він придбав тренажерну залу у своєму рідному місті Боруґбрідж і назвав її Absolute Fitness (укр. Абсолютний Фітнес). Седлер підкреслив що двері його зали завжди відчинені для людей різного віку та статі а також зазначив що Absolute Fitness став певне його найбільшим досягненням.

## Особисті показники
- Присідання з вагою — 380 кг
- Мертве зведення — 380 кг